# Parque Nacional de Acadia

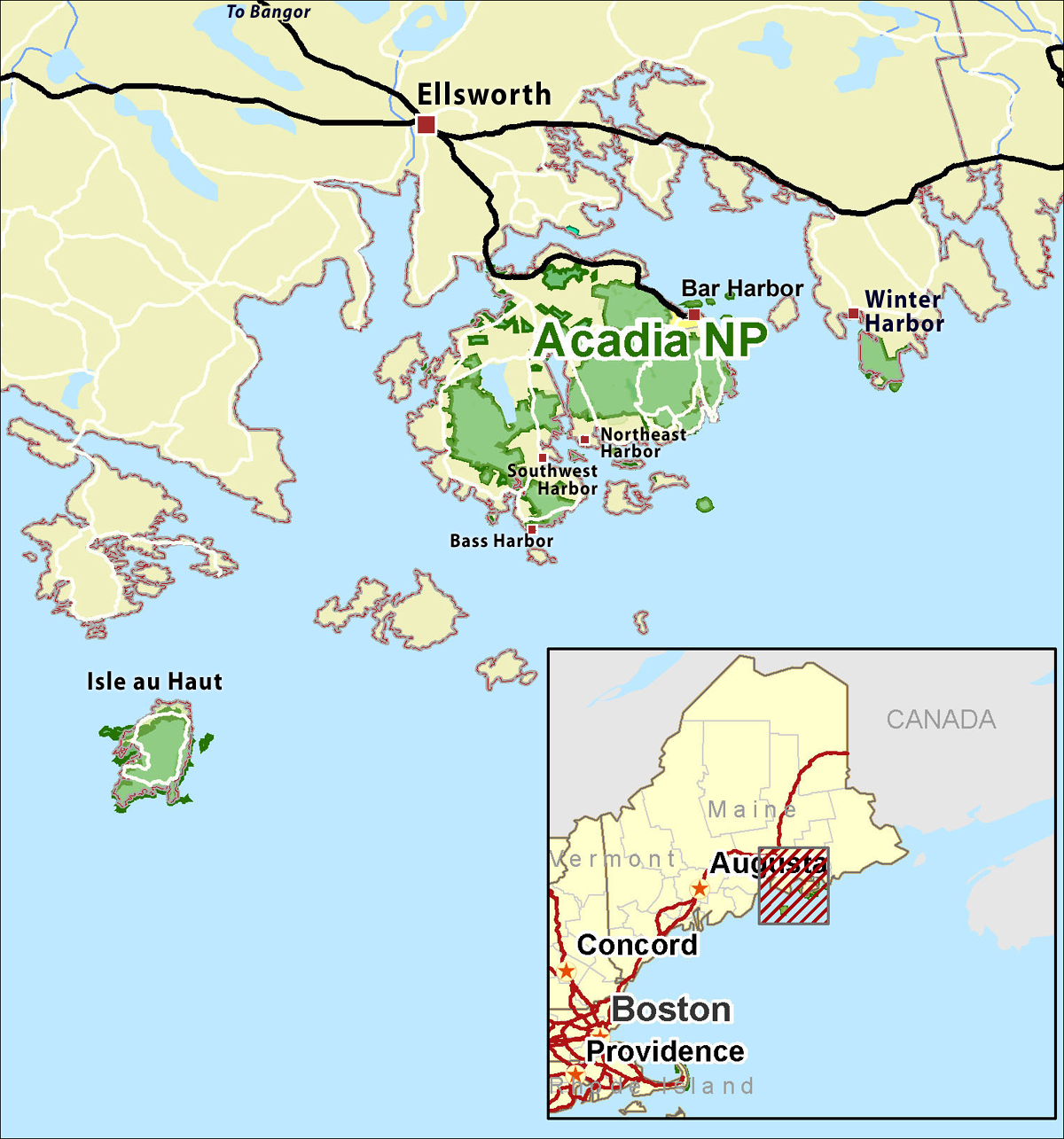
Localização do Parque Nacional de Acadia (Acadia National Park).

Acadia National Park é um parque nacional localizado na ilha de Mount Desert, no Maine, Estados Unidos .